# Ordine Nuovo
Orden Nuevo (Ordine Nuovo) u ordinovismo fue un movimiento social de extrema derecha materializado en el Centro de Estudios Orden Nuevo (Centro Studi Ordine Nuovo en italiano) y el Movimiento Politico Orden Nuevo (Movimento Politico Ordine Nuovo en italiano). Ambas organizaciones extremistas con actividad en Italia, fundadas por exmiembros del Movimiento Social Italiano. Fue uno de los movimientos más relevantes de la posguerra de la Segunda Guerra Mundial en la historia italiana reciente. Ambas plataformas se disolvieron e ilegalizaron en 1973 por el Gobierno italiano, acusadas de tratar de reconstituir el Partido Nacional Fascista (PNF) de Mussolini.

## Historia
Elegido en 1954, el nuevo secretario del Movimiento Social Italiano (MSI) Arturo Michelini defendía una política de entendimiento con los partidos monárquicos y con la Democracia Cristiana (DC). Esta actitud negociadora provocó la oposición del sector más fascista e intransigente de su partido, que consideraba que se estaban traicionando los principios fundamentales del MSI. Pino Rauti, Lello Graziani y Sergio Baldassini encabezaron esta corriente de oposición crítica.
La ruptura con el MSI y la salida definitiva de Rauti y sus simpatizantes, muy críticos con Michelini, se produjo tras la polémica reelección de este como secretario del MSI en el Congreso de Milán, celebrado en noviembre de 1956.
Rauti, desencantado con el mundo de la acción política, crea el Centro Studi Ordine Nuovo (CSON). Su intención es dedicarse al análisis y al estudio. Rechaza la sociedad contemporánea por "corrupta y materialista" y defiende que la única actitud noble es concentrarse en el estudio y la meditación hasta que se produzca la propia corrupción de la sociedad la lleve al colapso y a la crisis. Estas ideas estuvieron muy influidas por las tesis de Julius Evola y por el concepto indio del Kali Yuga.
Esta actitud apolítica se acentúa a partir de las elecciones de 1958, cuando muestran su desinterés absoluto por las consultas electorales. Sin embargo, los miembros de CSON no están ni mucho menos al margen de la política: algunos, como Stefano delle Chiaie, dejaron el movimiento para fundar la organización fascista Avanguardia Nazionale, otros estuvieron directamente implicados en acciones terroristas y al propio Rauti se le implicó en el intento de golpe de Estado que tuvo lugar en Italia la noche del 7 de diciembre de 1970 y que es conocido como el Golpe Borghese o Golpe dei forestali. 
En 1969 Rauti, junto con la mayoría de Ordine Nuovo, retornó al MSI dirigido por Giorgio Almirante. Los elementos que permanecieron en CSON fundaron el " Movimento Político Ordine Nuovo". Su lema fue Il nostro onore si chiama fedeltà ("Nuestro honor se llama lealtad"), el mismo que el de las Waffen SS (Meine Ehre heißt Treue).
El 21 de noviembre de 1973, 30 miembros del CSON fueron condenados por reconstituir el PNF y se decretó la disolución de la organización.

## La revista del CSON y otras publicaciones
Concebida como medio de difusión de sus doctrinas, la revista Ordine Nuovo fue dirigida por el propio Rauti. 
También se publicaron varios boletines internos como Anno Zero, Avanguardia, Geranchia, Noi Europa y Orientamenti (este último de carácter especialmente evoliano).

## Conexiones con grupos neofascistas internacionales
Su apoyo principal fuera de territorio italiano estuvo en los franceses de la Jeune Europe y la Organisation de l´Armée Secrète (OAS), así como en la Liga Mundial por la Libertad y la Democracia.

## Conexiones en terrorismo
Su postura ante la violencia ha sido siempre calculadamente ambigua. Se considera que CSON ha estado siempre próximo a grupos terroristas neofascistas (sobre todo a los Nuclei Armati Rivoluzionari, responsables del atentado en la estación de Bolonia), cuando no ha colaborado activamente con ellos dentro de la estrategia de la tensión que caracterizó la política italiana de las décadas de 1960 y 1970. 

### Atentado de la piazza Fontana de Milán (1969)
Los miembros de CSON Giovanni Ventura, Delfo Zorzi y Franco Freda fueron condenados por el atentado de piazza Fontana, en el que murieron dieciséis personas.

### Asesinato del juez Vittorio Occorsio
Por este asesinato fueron condenados los militantes de CSON Delfo Zorzi, Carlo Maria Maggi y Maurizio Tramonte.

### Atentado de la Piazza della Loggia deBrescia(1974)
Se atribuye a miembros de CSON el lanzamiento de granadas de mano contra una manifestación antifascista. Murieron 8 personas. 

### Atentado de Peteano di Sagrado
El militante del CSON, Vincenzo Vinciguerra, fue condenado por este atentado en el que murieron tres carabineros y dos resultaron heridos.

### Atentado del Italicus (1974)
Atentado en el tren expreso que conecta Roma con Brennero. Murieron 12 personas y 44 resultaron heridas.
- Datos: Q3664761